# Freddy Kalas
Frederik Auke, mer känd under sitt artistnamn Freddy Kalas, född 28 februari 1990 i Drammen, är en norsk sångare, med kontrakt till Alter Ego Music och Universal Music. Med sin debutsingel "Pinne for landet" hamnade han 2014 högst upp på VG-lista, Norges officiella topplista. Följande år gjorde han också en stor hit med julsingeln "Hey Ho".
2016 deltog Freddy Kalas i den norska uttagningen till Eurovision Song Contest, Melodi Grand Prix. Med sitt bidrag "Feel Da Rush" förlorade han mot motståndaren Agnete Johnsen.